# 太陽極大期任務衛星

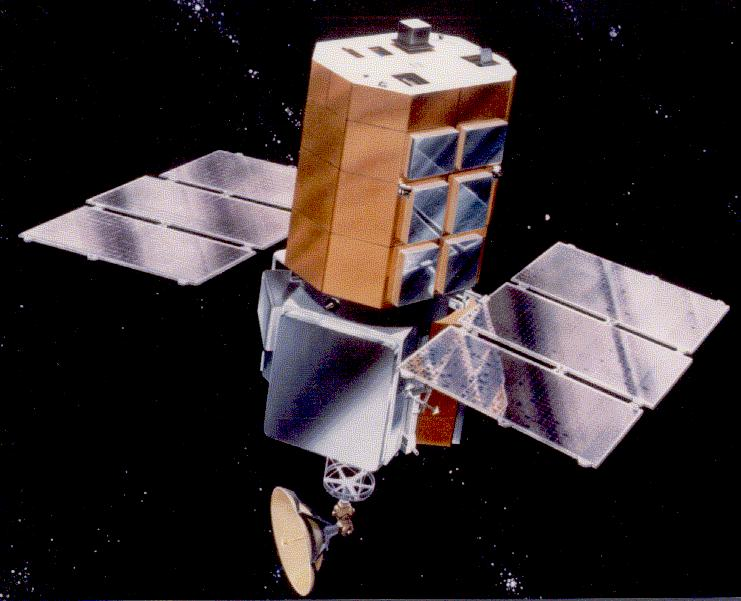
太陽極大期任務衛星

太陽極大期任務衛星（英語：Solar Maximum Mission）是1980年2月14日發射，用於研究太陽現像，特別是太阳耀斑的衛星。
值得注意的是，為了延長這顆衛星的工作時期，挑戰者號太空梭曾經在1984年將它回收置入貨艙中進行維修，然後再放回軌道上。這顆衛星的錨鉤在設計時就符合太空梭的機械臂夾具，所以能夠回收進行維修。
出人意料的是，攜帶的主動空腔輻射顯示器（Active Cavity Radiometer Irradiance Monitor，縮寫為ACRIM）發現在太陽黑子最活耀的時期，太陽的光度是增亮而非預期的變暗。因為在太陽黑子週圍產生的光斑增加的亮度超過黑子所抵銷掉的。
太陽極大期任務衛星在1989年12月2日重返大氣層，並如預期的燒毀而結束任務。

## 外部連結
- HEASARC（页面存档备份，存于），SMM
- 噴射推進實驗室，SMM
- 馬歇爾太空飛行中心（页面存档备份，存于），SMM
- SMM C/P 日冕巨量拋射